# Сало (Финска)
Сало (фин. Salo) је град у Финској, у југозападном делу државе. Сало је други по величини и значају град округа Ужа Финска, где град са окружењем чини истоимену општину Сало.

## Географија
Град Сало се налази у југозападном делу Финске. Од главног града државе, Хелсинкија, град је удаљен 115 км западно.
Рељеф: Сало се сместио у југоисточном делу Скандинавије, у историјској области Ужа Финска. Подручје града је равничарско до брежуљкасто, а надморска висина се креће око 15 м.
Клима у Салу је континентална, мада је за ово за финске услова блажа клима због утицаја Балтика. Стога су зиме нешто блаже и краће, а лета свежа.
Воде: Сало се развио на источној обали Балтичког мора. Град се сместио у оквиру омањег залива, на месту где се река Салон улива у њега. Река дели град на западни и источни део.

## Историја
Сало је древно насеље, али је оно тек 1887. године стекло права трговишта, а потом и градска права.
Последњих пар деценија град се брзо развио у савремено градско насеље јужног дела државе.

## Становништво
Према процени из 2012. године у Салоу је живело 30.444 становника, док је број становника општине био 55.231.
| 1980. | 1990.  | 2000.  | 2012.  |
| ----- | ------ | ------ | ------ |
| -     | 23.978 | 27.599 | 30.444 |

Етнички и језички састав: Сало је одувек био претежно насељен Финцима. Последњих деценија, са јачањем усељавања у Финску, становништво града је постало шароликије. По последњим подацима преовлађују Финци (94,6%), присутни су и у веома малом броју Швеђани (1,0%), док су остало усељеници.

## Партнерски градови
- Пуххајм
- Elva City
- Катринехолм
- Венесла
- Одер
- Ржев
- Велика Канижа
- Сент Антони
- Пекинг
- Тај Нгујен

## Галерија
- Градски парк у Салоу
- Читалиште у Салоу
- Microsoft
- Главна протестантска црква у граду